# 魔鬼女大兵
是一部1997年的美国戰爭劇情電影，由雷利·史考特执导，1997年8月22日上映。

## 剧情
美国参议院军事委员会正在选举美国海军部长，女参议员狄海伦对这个职位有着强烈的兴趣，但是女性连到海军训练和参战都没有经历，更可况海军部长这么重要的职务。因此她想出了一个计谋，先派一名女性去参加海军和受训，证明女性也能和男人一样冲锋陷阵，保家卫国。经过数万人的筛选，她选择了让华府文职文员欧尼尔参加受训。
欧尼尔和男人们一起在美国佛罗里达卡塔连纳海军基地的海军海豹特种部队受训，成为海豹特遣小组的一员，他们的总教官是约翰·詹姆斯·尔格，训练是艰辛和痛苦的，不少男人都在中途放弃了而欧尼尔最后还是坚持下来了。
在最後的訓練課程中的反拷問訓練中，欧尼尔的不屈不撓獲得了其他隊員們的認同。
老谋深算的参议员狄海伦为了终止她受训，派遣记者去偷拍了欧尼尔和女同性恋在海边玩耍的照片，并且发布在新闻上，并且对欧尼尔提起了诉讼，说她同性恋者，她被迫終止训练，而後欧尼尔回到华盛顿，责备參議員利用她来争夺自己的政治前途，并且要求她取消控诉，否则后果自负。
在另一隻特戰小組到地中海的利比亚執行一項衛星零件回收任務时受到阻礙，欧尼尔隸屬的小隊被派遣支援，最後欧尼尔和队友一起出色地完成了任务。

## 演员
| 演员            | 角色             | 备注   |
| --------------- | ---------------- | ------ |
| 黛米·摩尔       | 乔丹·欧尼尔      | 上尉   |
| 维戈·莫腾森     | 约翰·詹姆斯·尔格 | 总教官 |
| 安妮·班克罗夫特 | 狄海伦           | 参议员 |

## 製作
主體拍攝於1996年4月8日開始，拍攝地包含华盛顿哥伦比亚特区、里士满和佛罗里达州。

## 發行
电影票房取得了巨大成功，一共 $11,094,241美元。
1998年4月22日，电影的DVD版本开始发行和销售。